# جون إس. صموئيل
جون إس. صموئيل (بالإنجليزية: John S. Samuel)‏ هو ضابط أمريكي، ولد في 24 ديسمبر 1913 في سانت لويس في الولايات المتحدة، وتوفي في 1 أبريل 2002.